# ピエトロ・フランチェスコ・カヴァッリ
フランチェスコ・カヴァッリ（カヴァルリ、Francesco Cavalli, 1602年2月14日 - 1676年1月14日）はイタリア・バロック音楽の作曲家。本名は、ピエトロ・フランチェスコ・カレッティ＝ブルーニ（Pietro Francesco Caletti-Bruni）であったが、庇護者のヴェネツィア貴族にちなんでカヴァッリとして知られるようになった。

## 生涯
ロンバルディアのクレーマに生まれる。1616年にヴェネツィア聖マルコ大寺院の聖歌隊に加わり、1639年には同寺院の第二オルガン奏者、1665年には第一オルガン奏者となり、1668年から同寺院の楽長に就任した。しかしながら現在カヴァッリは、専らオペラ作曲家として記憶されている。1639年に最初の歌劇を作曲。間もなくオペラ作曲家として非常に名声を博するようになり、1660年には歌劇《セルセXerse 》の制作のためにパリに招集された。1662年にはパリを再訪し、ルイ14世の成婚記念のために《恋するヘラクレスErcole amante 》をルーヴル宮で上演した。
カヴァッリは、17世紀半ばのヴェネツィアにおいて公設歌劇場という形態が振興する上で、最も影響力のある作曲家だった。宮廷楽団の催事のために作曲されたモンテヴェルディの初期のオペラとは違って、カヴァッリの歌劇は、公設歌劇場の限界にかなうように、弦楽合奏と通奏低音からなる小さなオーケストラが利用されている。
カヴァッリは、旋律の美しいアリアを楽曲に採り入れ、人気のあるパターンを台本に採り入れた。カヴァッリの歌劇は、性格的に誇張され、当時ならではの馬鹿げたところがいくつかあるが、劇的な効果や、音楽の非常な流麗さ、18世紀までのイタリア・オペラに特徴的な、グロテスクなユーモアといった点に強烈な感覚が際立っている。カヴァッリの歌劇は、17世紀の初頭から後半まで、ヴェネツィアにおいて歌劇というジャンルの音楽的発展にひとりで絶えずかかわり続けた作曲家という唯一の例を提供している。その他の作曲家は、若干数のオペラが生き残っているにすぎない（モンテヴェルディやチェスティを参照のこと）。その発展は研究者にはとりわけ興味深い。というのも歌劇は、カヴァッリが作曲を始めた時期にはまだ新しい表現媒体であり、彼の生涯の終わりにかけて、人気のある出し物として成熟したからである。
カヴァッリが作曲した33の歌劇のうち27曲が、ヴェネツィア国立聖マルコ図書館（Biblioteca Nazionale Marciana）に保管されて現存する。いくつかの歌劇の写本は、その他の地域で現存する。そのほかに、カヴァッリ作曲といわれる9点の歌劇があるものの、音楽が失われていて、そのような推定を立証することはできない。
歌劇のほかに、ヴェネツィア楽派伝統の複合唱様式によってマニフィカトをいくつか作曲したほか、聖母マリアのアンティフォナなどの宗教曲がある。宗教曲はより保守的な17世紀初頭の様式で作曲されている。器楽曲もある。

## 主要作品

### 歌劇
- テーティとペレオの結婚Le nozze di Teti e di Peleo (1639)
- ダフネLa Dafne (1640)
- ディドーLa Didone (1641)
- キューピッドの矢の効用La virtù de' strali d'Amore (1642)
- L'Egisto (1643)
- L'Ormindo (1644)
- La Doriclea (1645)
- ジャゾーネ（イアソン）Giasone (1649)：カヴァッリ最大の成功作
- L'Orimonte (1650)
- L'Oristeo (1651)
- La Rosinda (1651)
- カリストLa Calisto (1652)
- エリトリアL'Eritrea (1652)
- Il Delio (La Veremonda, l'amazzone di Aragona) (1652)
- オリオンL'Orione (1653)
- キュロス大王Il Ciro (1654)
- L'Hipermestra (L'Ipermestra) (1654)
- セルセ（クセルクセス）Il Xerse (1655)
- L'Erismena (1655)
- ペルシャ王女スタティラLa Statira (Statira principessa di Persia) (1656)
- アルテミジアL'Artemisia (1657)
- ヘレナの誘拐Il rapimento d'Helena (Elena) (1659)
- 恋するヘラクレスL'Ercole (Ercole amante) (1662)
- スキピオ・アフリカヌスScipione affricano (1664)
- Mutio Scevola (Muzio Scevola) (1665)
- ポンペイウスIl Pompeo Magno (1666)
- L'Eliogabalo (1667)

### 音楽の失われた歌劇
- 恋に恋してL'Amore innamorato (1642, music lost)
- L'Antioco (1659, music lost)
- Il Titone (1645, music lost)
- L'Euripo (1649, music lost)
- コリオーランCoriolano (1669, music lost)
- Massenzio (1673, music lost)

### 宗教曲
- 聖母マリアの夕べの祈り